# William Neville, IV conte di Abergavenny
William Neville, IV conte di Abergavenny (28 giugno 1792 – Birling, 17 agosto 1868), è stato un nobile inglese.

## Biografia
Era l'ultimogenito di Henry Neville, II conte di Abergavenny, e di sua moglie, Mary Robinson. Studiò alla Uckfield School e al Magdalene College di Cambridge.
Fu vicario di Frant e Sussex, rettore di Birling e Kent, e cappellano di Guglielmo IV.
Nel 1845 successe alla contea alla morte del fratello John, senza eredi.

## Matrimonio
Sposò, il 7 settembre 1824, Caroline Leeke (?-19 maggio 1873), figlia di Ralph Leeke e di Honora Thursby. Ebbero cinque figli:
- William Neville, I marchese di Abergavenny (16 settembre 1826-12 dicembre 1915);
- Caroline Emily Nevill (31 maggio 1829-23 febbraio 1887) fotografa;
- Lady Henrietta Augusta (18 giugno 1830-25 gennaio 1912), sposò Thomas Edward Lloyd-Mostyn, ebbero due figli, fotografa e benefattrice;
- Lady Isabel Mary Frances (6 settembre 1831-18 dicembre 1915), sposò Edward Vesey Bligh, ebbero due figli, fotografa;
- Lord Ralph Pelham (28 novembre 1832-17 agosto 1914), sposò Louisa Marianne Maclean, ebbero sette figli.

## Morte
Morì il 17 agosto 1868, all'età di 76 anni a Birling Manor, Birling.